# Eumantispa taiwanensis
Eumantispa taiwanensis är en insektsart som beskrevs av Shinji Kuwayama 1925. Eumantispa taiwanensis ingår i släktet Eumantispa och familjen fångsländor. Inga underarter finns listade i Catalogue of Life.